# Selección femenina de fútbol de Colombia
La selección femenina de fútbol de Colombia es el equipo representativo del país en las competiciones oficiales de fútbol femenino. Su organización está a cargo de la Federación Colombiana de Fútbol, la cual es miembro de la Conmebol y de la FIFA.
Ha disputado las Copas Mundiales de 2011, 2015 y 2023, siendo en este último en el que ha logrado su mejor participación llegando hasta los cuartos de final. Terminó como subcampeona de la Copa América Femenina en las ediciones de 2010, 2014, 2022 y 2025. También participó en los Juegos Olímpicos de 2012, 2016 y 2024, además participará en 2028. Así mismo, obtuvo la medalla de oro en la edición de los Panamericanos Lima 2019 superando en la final a la selección de Argentina.
En categorías de fútbol base; la selección sub-17 fue campeona del Sudamericano Femenino de 2008 y obtuvo el subcampeonato en el Mundial Femenino 2022. También logró el segundo puesto en los Sudamericanos Femeninos Sub-20 de 2010 y 2022.

## Historia

### Origen y primeras experiencias internacionales
Los antecedentes del fútbol femenino en Colombia se remontan a la década de 1970, cuando el deporte se practicaba informalmente en diversas ciudades del país. Sin embargo, la primera aparición internacional de la selección femenina de Colombia fue en el Campeonato Sudamericano Femenino de 1998 en Mar del Plata. El técnico de la selección en el campeonato fue Juan Carlos Gutiérrez Sánchez, quien desde 1990 hasta 1994 fue director técnico de la selección Bogotá masculina; sus asistentes técnicos fueron Carlos Jimmy Salas Restrepo y Margarita María Martínez. Durante este campeonato, la selección registró dos victorias ante Chile y Venezuela y dos derrotas ante Perú y Brasil, esta última por goleada 1-12.
La selección reapareció en 2003 para el Campeonato Sudamericano Femenino bajo la dirección técnica de Myriam Guerrero y la asistencia técnica de Margarita Martínez. El campeonato se disputó en Lima entre el 11 y el 27 de abril y en él obtuvo importantes resultados como la victoria ante Venezuela por 8-0, uno de los mayores triunfos en la historia del combinado nacional, que le valieron para obtener el tercer puesto al finalizar el campeonato. En contraste, en el último partido del campeonato el equipo recibió la mayor goleada de su historia ante Brasil por 0-12. La goleadora del seleccionado nacional en el sudamericano fue la antioqueña Sandra Valencia con 5 goles.

### Etapa de consolidación
Aunque en los Juegos Bolivarianos de 2005 la organización del evento permitía disputar el campeonato femenino de fútbol con la selección mayor, la Federación Colombiana de Fútbol decidió que el equipo femenino representante de Colombia en Pereira sería la selección sub-19. Dicho representativo obtuvo el segundo puesto del campeonato, detrás de Perú, al derrotar a cada uno de los demás equipos que participaron en el campeonato. Unos meses más tarde, John Agudelo fue nombrado director técnico para afrontar el Campeonato Sudamericano Femenino de 2006 en Mar del Plata. En el sudamericano la selección no logró superar la fase inicial, tras vencer a Uruguay, empatar frente a Ecuador y perder frente a Chile y Argentina, quedando en el cuarto puesto del grupo.
En 2008 fue designado Pedro Ignacio Rodríguez como el nuevo director técnico para las selecciones femeninas en todas las categorías. El primer título de fútbol femenino de Colombia fue obtenido por la selección sub-17 en el Campeonato Sudamericano sub-17 de 2008 disputado en Chile, cuyo equipo fue base para las demás categorías. En este torneo la jugadora bogotana Tatiana Ariza se convirtió en la goleadora del campeonato con 6 goles. Al lograr este título, la selección clasificó al Mundial Femenino sub-17 de 2008 en Nueva Zelanda. En el primer campeonato sub-17 femenino, Colombia se enfrentó dentro del grupo A a Dinamarca y Canadá, obteniendo sendos empates 1-1 y finalmente contra Australia, contra la que salió derrotada por 3-1; dichos resultados dejaron a Colombia en el cuarto puesto del grupo.
El siguiente compromiso internacional para la selección femenina fueron los Juegos Bolivarianos de 2009 en Bolivia para la cual fue ratificado el técnico Pedro Rodríguez. En esta oportunidad Colombia participó con la selección mayor y obtuvo el primer puesto en forma invicta al derrotar a todos los demás participantes: Perú 3-0, Venezuela 2-0, Ecuador 1-0 y Bolivia 4-2.
El calendario de 2010 estuvo cargado de compromisos internacionales en el fútbol femenino. La selección mayor comenzó disputando la Copa Bicentenario Chile 2010 en Coquimbo, donde logró el cuarto puesto detrás de Dinamarca, Japón y los anfitriones, perdiendo únicamente con Japón. En el campeonato se destacó Leidy Ordóñez, quien fue la goleadora con 4 anotaciones. Unos días más tarde, la selección sub-17, dirigida por Juan Carlos Sarria,  disputó el Sudamericano Femenino Sub-17 en Brasil, en donde no logró superar la primera ronda.

### Llegada del técnico Rozo

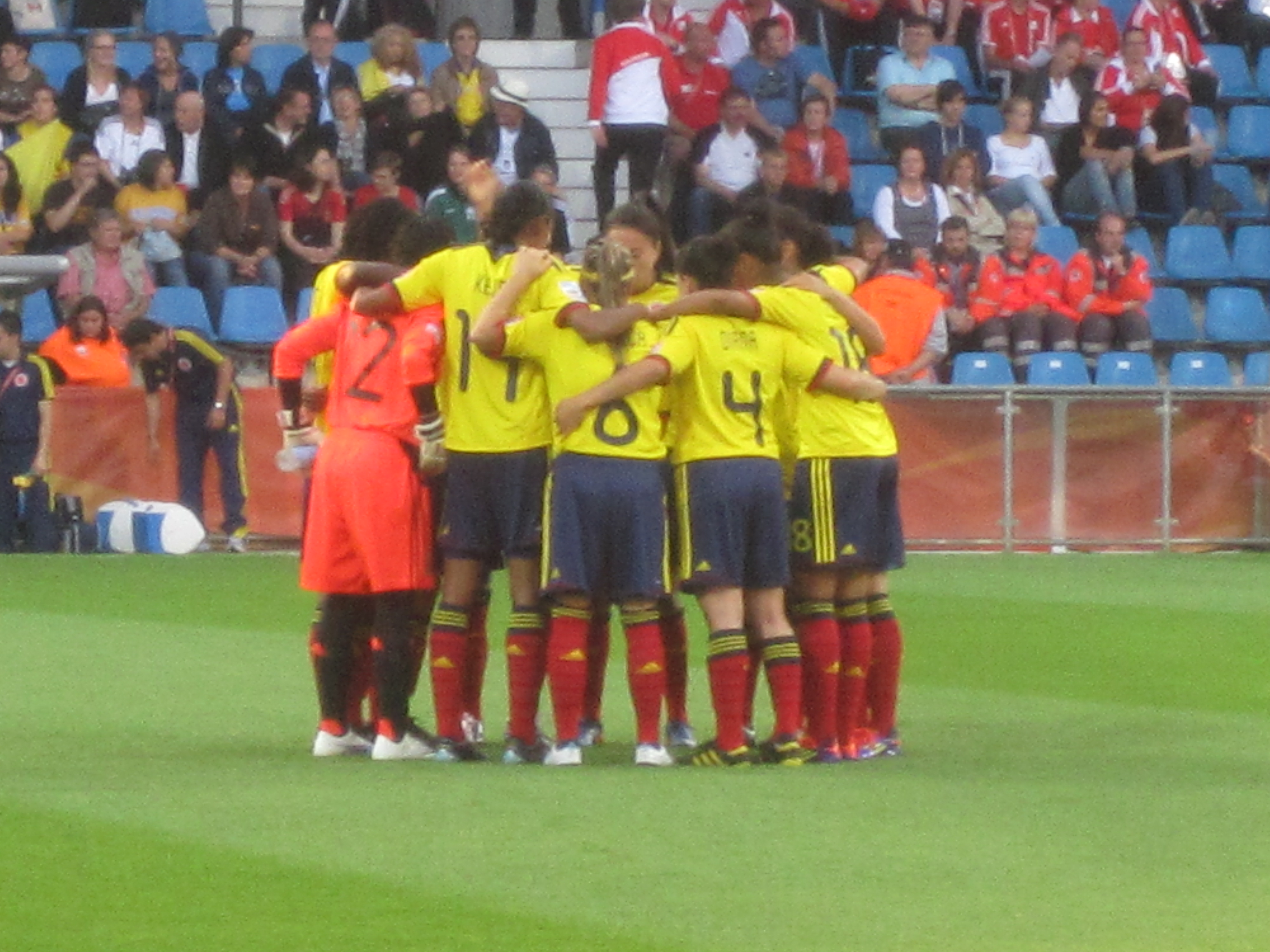
Las 'cafeteritas' reunidas antes de un partido en la Copa Mundial Femenina de Fútbol de 2011.

El 9 de febrero de 2010 Ricardo Rozo, un exfutbolista de las divisiones inferiores de Millonarios y antiguo técnico campeón nacional con la selección femenina de Bogotá, fue nombrado técnico de las selecciones nacionales femeninas. Posteriormente, la selección sub-20 disputó el Sudamericano Femenino Sub-20 como local, logrando el subcampeonato. Con este resultado logró clasificar por primera vez al Mundial Femenino Sub-20 de Alemania 2010.
En el Mundial Femenino Sub-20 de 2010 Colombia fue ubicada en el Grupo A junto a Alemania, Francia y Costa Rica. La debutante Colombia fue una de las mayores sorpresas al clasificar a la segunda fase, dejando por fuera a Francia. En cuartos de final derrotó a Suecia por 2-0 con goles de Tatiana Ariza y Yoreli Rincón. En semifinales Nigeria venció con lo justo a Colombia. En el partido por el tercer puesto Corea del Sur le ganó a Colombia y alcanzó el podio.
La misma base de jugadoras que lograron el cuarto puesto en Alemania, fue convocada por el técnico Ricardo Rozo para disputar el Sudamericano Femenino en noviembre de 2010 en Ecuador. Dos victorias en los partidos de preparación ante Chile en Bogotá en septiembre, por 2-0 y 2-1, marcaron el inicio del ciclo que condujo al seleccionado a obtener el subcampeonato, tras un destacado desempeño, en el cual solo perdió en los partidos ante Brasil. Dentro de los resultados más destacados de Colombia en el campeonato se pueden citar las victorias ante Uruguay por 8-0, ante Venezuela por 5-0, ante Paraguay por 3-0 y en el partido de cierre en el cuadrangular final, una victoria ante Argentina por 1-0. Este triunfo le permitió a Colombia estar presente por primera vez en un Mundial Femenino, clasificando directamente a la Copa Mundial de Alemania 2011 y obteniendo el derecho adicionalmente a participar en el torneo femenino de fútbol en los Juegos Panamericanos de 2011 y en el torneo femenino de fútbol en los Juegos Olímpicos de Londres 2012.

### Estreno en Campeonato Mundial y Olímpico

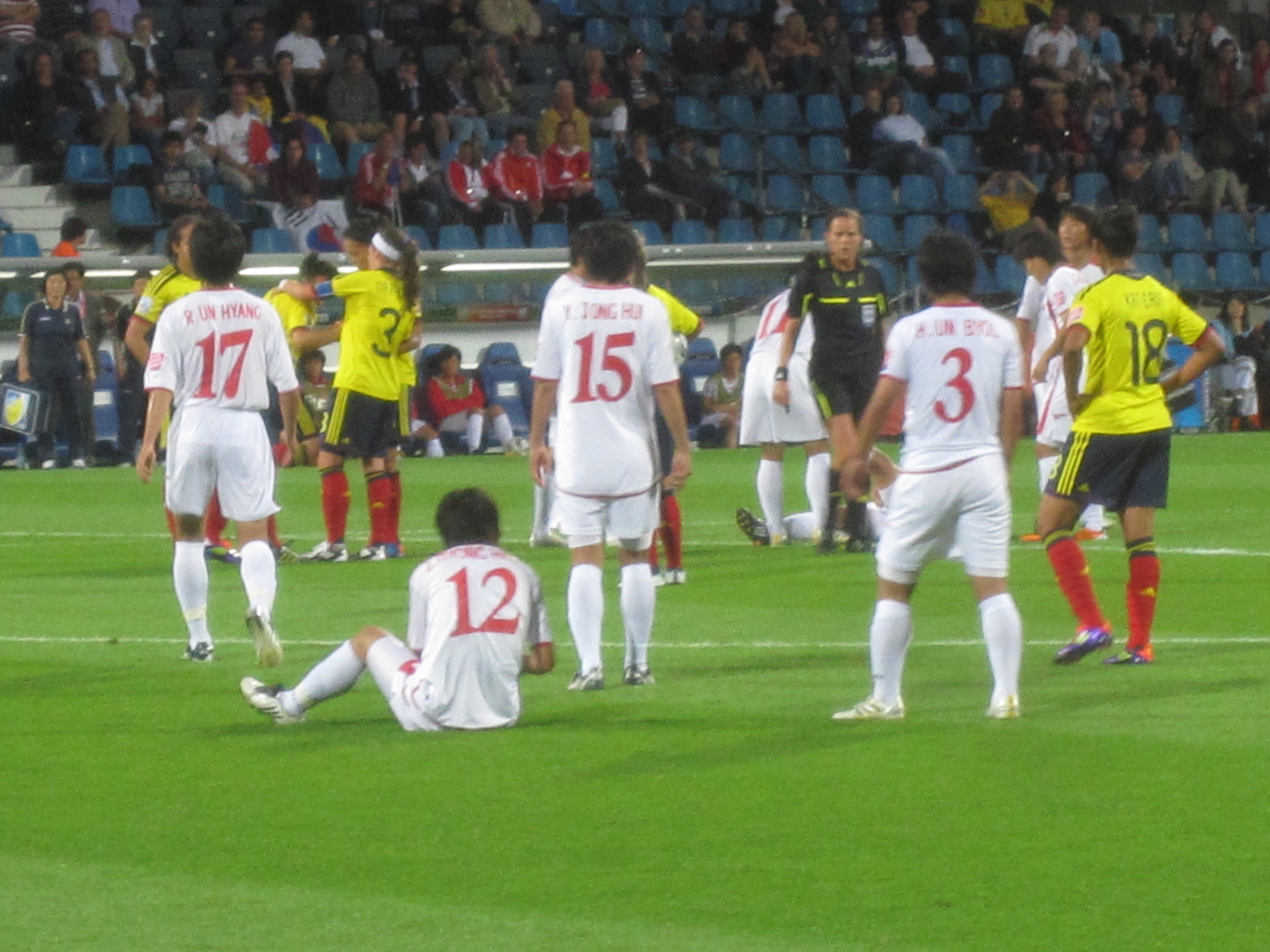
La selección colombiana frente a la selección norcoreana.

Para la preparación al Mundial Femenino la selección jugó en abril de 2011 dos partidos amistosos contra México en Bogotá las cuales perdió Colombia 2-3 México y Colombia 2-4 México  . En junio de 2011 viajó a Suiza en donde disputó el campeonato amistoso Matchworld Women's Cup, en el cual le ganó a Dinamarca en penaltis, derrotó a Gales y perdió ante Nueva Zelanda. En el sorteo de los grupos para el Mundial de fútbol femenino, Colombia fue ubicada en el grupo C junto a Suecia, Estados Unidos y Corea. En su debut ante Suecia el 28 de junio en Leverkusen, perdió 0-1 con un gol de Jessica Landstrom, tras un remate a los 57 minutos. En su segunda salida el 2 de julio en Sinsheim, fueron goleadas por las dos veces campeonas Estados Unidos 0-3. En el partido de despedida cuatro días más tarde, Colombia empató sin goles ante Corea.
En los Juegos Panamericanos de 2011 en Guadalajara, Colombia debutó el 18 de octubre ante Trinidad y Tobago, logrando una victoria por 1-0 con gol de Lady Andrade a los 19 minutos. Dos días más tarde, Yoreli Rincón le dio una nueva victoria al combinado nacional frente a Chile con un gol a los 3 minutos de comenzar el juego. Aunque en el cierre de la fase de grupos perdieron contra la selección local por 0-1, esto no fue problema para que la selección tricolor lograra el primer puesto del grupo A, clasificando a las semifinales. Al final, una derrota por 1-2 ante Canadá y una segunda derrota por 0-1 ante México dejaron a Colombia en el cuarto puesto del torneo.
La preparación para los Juegos Olímpicos de Londres 2012 comenzó con un microciclo en mayo de 2012, para el cual fueron convocadas 22 jugadoras por el técnico Ricardo Rozo. A principios el mes de julio como parte de su preparación, la selección participó nuevamente en el torneo amistoso Matchworld Women's Cup en Suiza, en el cual perdió ante Canadá, Brasil y Nueva Zelanda. El debut en el torneo femenino de fútbol en los Juegos Olímpicos de Londres 2012 ante Corea del Norte se presentó un error de la organización al mostrar la bandera de Corea del Sur en el tablero electrónico del estadio Hampden Park, lo cual produjo el desconcierto de las jugadoras norcoreanas que se retiraron del terreno de juego. Este incidente retrasó el inicio del juego por 65 minutos, hasta cuando el comité organizador reconoció su error y pidió disculpas a la delegación norcoreana. El partido terminó en victoria de las norcoreanas por 0-2 con dos goles de Kim Song Hui. En su segundo partido el 28 de julio, Colombia perdió ante Estados Unidos por 0-3, lo cual dejó al equipo sin posibilidades de clasificar a la segunda ronda. En su tercer partido se despidió con una derrota ante Francia por 0-1.

### Preparatorias Sudamericano Femenino 2014
Los compromisos posteriores a los Juegos Olímpicos incluyeron la presencia de las selecciones menores dirigidas por el técnico palmirano Fabián Felipe Taborda en el Mundial Femenino Sub-17 de 2012, el título en los Juegos Bolivarianos de 2013 (Sub-20) y el Mundial Femenino Sub-17 de 2014. Durante los partidos de la selección en los Juegos Sudamericanos de 2014 del 8 al 12 de marzo fue designado de forma interina el técnico Gemenson Arias, obteniendo una victoria ante Uruguay y dos derrotas ante Venezuela y Brasil. Finalmente el 10 de julio de 2014 fue ratificado el técnico de las divisiones menores Fabián Felipe Taborda para la selección absoluta, de cara a enfrentar el Campeonato Sudamericano Femenino de 2014.
A Colombia solo le faltó el título para redondear una Copa América Femenina perfecta: superó su grupo con un pleno de cuatro victorias y apenas si cedió dos empates en la fase final ante potencias como Argentina y Brasil, coronándose subcampeón por segunda edición consecutiva. Así, fue el único seleccionado que no conoció la derrota durante la competición, cosechando 17 puntos en siete partidos contra 16 de las brasileñas, quienes se coronaron campeonas por sumar más unidades en la instancia decisiva.
La armadora Yorelí Rincón confirmó su estatus de líder futbolístico de las Cafeteras, ya que, además de manejar los hilos del equipo desde hace un tiempo, fue su máxima artillera en el clasificatorio con tres tantos. La joven de 21 años se consagró como la mejor jugadora del torneo gracias a la estructura que tuvo detrás, de la que sobresalieron la portera Sandra Sepúlveda, las defensoras Katherin Arias y Natalia Gaitán, la volante Diana Ospina y la delantera Lady Andrade. Todas ellan lideran un nutrido grupo de futbolistas que ya disputaron una Copa Mundial Femenina de la FIFA en Alemania 2011. 
La solidez colectiva de Colombia se sustenta tanto en su seguridad defensiva como en sus variantes ofensivas. Así lo demostró durante el campeonato sudamericano, donde tuvo el arco menos vencido, con apenas dos goles en contra, y en el cual ocho jugadoras se repartieron sus 12 tantos a favor. Los únicos encuentro que no ganó fueron aquellos en los que no vio puerta. 
A los 36 años, Felipe Taborda se encontró ante el mayor desafío de su carrera desde que fue contratado por la Federación Colombiana en febrero de 2012 para conducir a las niñas sub-17. Luego de clasificar a las juveniles para las Copas Mundiales de Azerbaiyán 2012 y Costa Rica 2014, este Licenciado en Educación Física y docente fue confirmado como seleccionador absoluto en julio de 2014, un par de meses antes de la Copa América. Allí no solo obtuvo una plaza para Canadá 2015, sino también la única que había disponible para el Torneo Olímpico de Fútbol Femenino Río de Janeiro 2016. 
Esta será la segunda aparición de Colombia en una Copa Mundial Femenina de FIFA. En Alemania 2011 las Cafeteras no superaron la primera fase al terminar últimas en su grupo. 
"Es otro nivel. Un Mundial es lo máximo. La competencia va a estar muy difícil y tenemos que prepararnos diez veces más de lo que hicimos para la Copa América. Debemos foguearnos para llegar a mejor nivel porque el fútbol femenino está creciendo y no podemos dejar nada librado a la suerte"- Tatiana Ariza, delantera de Colombia, quien también representó a su país en Alemania 2011.
En Canadá, las cafeteras debutaron en el mundial con un empate a uno frente a México, con gol de Daniela Montoya a los 82'. En el juego siguiente, Colombia anotaría su primer triunfo en los mundiales tras ganarle de sorpresa a Francia 2:0, con tantos de Andrade y Usme. Al fin, Colombia lograría su primer pase a octavos mismo con derrota ante Inglaterra por 2:1, siendo la segunda selección de Conmebol (después de Brasil) y la primera de Latinoamérica y del Mundo Hispánico en hacerlo. En octavos, Colombia derrotó a los Estados Unidos de América (eventual campeona de este torneo),y cayó eliminada ante las estadounidenses 2:0, con tantos de Alex Morgan y Lloyd. En la tabla general Colombia quedó en el puesto 12, con 4 puntos en 4 juegos,1 victoria, 1 empate y dos derrotas, anotando 4 goles y recibiendo 5.

### Polémica convocatoria 2016
Pese a su gran actuación en el mundial de Canadá del 2015, tres de las referentes de esa selección Colombia mundialista serían excluidas de la convocatoria al micro ciclo preolímpico en China en 2016. Se trató de la portera Sandra Sepúlveda, la delantera Daniela Montoya y la también delantera Lady Andrade. Las tres jugadoras tenían en común posturas críticas hacia la FCF por el sesgo con los premios a los logros de la selección femenina en comparación con la selección masculina, destacando las declaraciones de Daniela Montoya. Estas declaraciones y posturas se sumaron a las de la también jugadora colombiana Yoreli Rincón sobre la precariedad de los salarios en los equipos de la liga colombiana de futbol.

## Uniforme
El uniforme de la selección colombiana se compone de una camiseta amarilla con un pantalón azul y medias rojas. El uniforme alternativo actual se compone de una camiseta azul, pantalón amarillo y medias azules debido a esto el color de la indumentaria le ha dado el apelativo de "Tricolor"; actualmente el proveedor es la multinacional alemana, Adidas.

## Últimos partidos y próximos encuentros
Estos son los últimos partidos y próximos encuentros de la Selección Colombia, destacando los partidos disputados entre 2024 y 2025.
| N.º | Fecha      | Escenario                         | Ciudad        | Racha | Local          | Resultado      | Visitante | Competencia                       |
| --- | ---------- | --------------------------------- | ------------- | ----- | -------------- | -------------- | --------- | --------------------------------- |
| 178 | 30-11-2024 | NSU Soccer Stadium                | Davie         |       | Argentina      | 1:1 (5:4 pen.) | Colombia  | Partido amistoso                  |
| 179 | 20-02-2025 | Shell Energy Stadium              | Houston       | No    | Estados Unidos | 2:0            | Colombia  | SheBelieves Cup 2025              |
| 180 | 23-02-2025 | State Farm Stadium                | Glendale      | No    | Colombia       | 1:4            | Japón     | SheBelieves Cup 2025              |
| 181 | 26-02-2025 | Snapdragon Stadium                | San Diego     | Sí    | Australia      | 1:2            | Colombia  | SheBelieves Cup 2025              |
| 182 | 06-04-2025 | Yodoko Sakura Stadium             | Osaka         |       | Japón          | 1:1            | Colombia  | Partido amistoso                  |
| 183 | 08-04-2025 | J-Green Sakai Stadium             | Sakai         | No    | Japón          | 6:1            | Colombia  | Partido amistoso                  |
| 184 | 30-05-2025 | Incheon Namdong Asiad Rugby Field | Incheon       | Sí    | Corea del Sur  | 0:1            | Colombia  | Partido amistoso                  |
| 185 | 02-06-2025 | Estadio Yongin Mireu              | Yongin        |       | Corea del Sur  | 1:1            | Colombia  | Partido amistoso                  |
| 186 | 27-06-2025 | Estadio Olímpico Benito Juárez    | Ciudad Juárez |       | México         | 0:0            | Colombia  | Partido amistoso                  |
| 187 | 02-07-2025 | Estadio Agustín "Coruco" Díaz     | Zacatepec     | No    | México         | 1:0            | Colombia  | Partido amistoso                  |
| 188 | 16-07-2025 | Estadio Gonzalo Pozo Ripalda      | Quito         |       | Venezuela      | 0:0            | Colombia  | Copa América Femenina 2025        |
| 189 | 19-07-2025 | Estadio Gonzalo Pozo Ripalda      | Quito         | Sí    | Colombia       | 4:1            | Paraguay  | Copa América Femenina 2025        |
| 190 | 22-07-2025 | Estadio Gonzalo Pozo Ripalda      | Quito         | Sí    | Colombia       | 8:0            | Bolivia   | Copa América Femenina 2025        |
| 191 | 25-07-2025 | Estadio IDV                       | Quito         |       | Brasil         | 0:0            | Colombia  | Copa América Femenina 2025        |
| 192 | 28-07-2025 | Estadio Rodrigo Paz Delgado       | Quito         |       | Argentina      | 0:0 (4:5 pen.) | Colombia  | Copa América Femenina 2025        |
| 193 | 02-08-2025 | Estadio Rodrigo Paz Delgado       | Quito         |       | Colombia       | 4:4 (4:5 pen.) | Brasil    | Copa América Femenina 2025        |
| 194 | 24-10-2025 | Estadio Atanasio Girardot         | Medellín      |       | Colombia       | :              | Perú      | Liga de Naciones Femenina 2025-26 |
| 195 | 28-10-2025 | Estadio Banco Guayaquil           | Quito         |       | Ecuador        | :              | Colombia  | Liga de Naciones Femenina 2025-26 |
| 196 | 28-11-2025 | Por definir                       | Por definir   |       | Bolivia        | :              | Colombia  | Liga de Naciones Femenina 2025-26 |

## Jugadoras

### Última convocatoria
- Lista de 23 jugadoras convocadas para disputar la Copa América Femenina 2025 entre el 11 de julio y 2 de agosto de 2025.[59] [60]

 Datos actualizados al último partido disputado el 2 de agosto de 2025.
| N.º | Nombre            | Posición      | Edad    | PJ  | Goles | Club Actual            |
| --- | ----------------- | ------------- | ------- | --- | ----- | ---------------------- |
| 1   | Catalina Pérez    | Portera       | 30 años | 41  | 0     | Racing de Estrasburgo  |
| 12  | Katherine Tapia   | Portera       | 32 años | 25  | 0     | Palmeiras              |
| 13  | Luisa Agudelo     | Portera       | 18 años | 2   | 0     | Deportivo Cali         |
| 2   | Mary José Álvarez | Defensa       | 19 años | 9   | 0     | Atlético Nacional      |
| 3   | Daniela Arias     | Defensa       | 30 años | 70  | 4     | San Diego Wave FC      |
| 4   | Ana María Guzmán  | Defensa       | 20 años | 15  | 0     | Palmeiras              |
| 14  | Ángela Barón      | Defensa       | 21 años | 17  | 0     | Racing Louisville FC   |
| 16  | Jorelyn Carabalí  | Defensa       | 28 años | 58  | 1     | Brighton & Hove Albion |
| 17  | Carolina Arias    | Defensa       | 34 años | 100 | 2     | América de Cali        |
| 19  | Yirleidis Minota  | Defensa       | 22 años | 17  | 0     | CF Pachuca             |
| 22  | Daniela Caracas   | Defensa       | 28 años | 54  | 1     | RCD Espanyol           |
| 5   | Lorena Bedoya     | Mediocampista | 27 años | 48  | 0     | Cruzeiro               |
| 6   | Daniela Montoya   | Mediocampista | 34 años | 113 | 11    | Grêmio                 |
| 8   | Marcela Restrepo  | Mediocampista | 29 años | 49  | 4     | CF Monterrey           |
| 10  | Leicy Santos      | Mediocampista | 29 años | 92  | 18    | Washington Spirit      |
| 11  | Catalina Usme     | Mediocampista | 35 años | 127 | 62    | Universitario          |
| 20  | Ilana Izquierdo   | Mediocampista | 23 años | 19  | 0     | Atlético de San Luis   |
| 23  | Liced Serna       | Mediocampista | 23 años | 12  | 0     | Pumas UNAM             |
| 7   | Manuela Paví      | Delantera     | 24 años | 36  | 4     | West Ham United        |
| 9   | Mayra Ramírez     | Delantera     | 26 años | 65  | 12    | Chelsea                |
| 15  | Wendy Bonilla     | Delantera     | 23 años | 19  | 3     | Pumas UNAM             |
| 18  | Linda Caicedo     | Delantera     | 20 años | 54  | 17    | Real Madrid            |
| 21  | Valerin Loboa     | Delantera     | 18 años | 8   | 1     | Deportivo Cali         |
| DT  | Ángelo Marsiglia  | Entrenador    |         | 37  |       |                        |

- En la casilla Club Actual se registra el equipo al cual pertenece actualmente, al momento de la convocatoria algunas jugadoras estaban registradas en un club diferente.

### Otras recientemente convocadas
Otras jugadoras recientemente llamadas en convocatorias diferentes a la anterior, destacando las convocadas desde 2023. Algunas se encuentran en etapa de recuperación por lesión.
|    | Nombre              | Posición      | Edad    | PJ | Goles | Club Actual            | Última convocatoria                         | Fecha      |
| -- | ------------------- | ------------- | ------- | -- | ----- | ---------------------- | ------------------------------------------- | ---------- |
| 13 | Natalia Giraldo     | Portera       | 22 años | 14 | 0     | América de Cali        | vs. México - Partido amistoso               | 2-7-2025   |
| 12 | Jimena Ospina       | Portera       | 18 años | 0  | 0     | Atlético Nacional      | vs. Argentina - Partido amistoso            | 30-11-2024 |
| 22 | Sandra Sepúlveda    | Portera       | 37 años | 60 | 0     | La Equidad             | vs. España - Juegos Olímpicos de París 2024 | 3-8-2024   |
| -- | Michell Lugo        | Portero       | 24 años | 0  | 0     | Millonarios            | vs. Guatemala - Partido amistoso            | 9-4-2024   |
| -- | Stefany Castaño     | Portero       | 31 años | 12 | 0     | Atlético Nacional      | vs. Estados Unidos - Copa Oro Femenina 2024 | 3-3-2024   |
| 4  | Yunaira López       | Defensa       | 20 años | 1  | 0     | FC Juárez              | vs. Japón - Partido amistoso                | 8-4-2025   |
| 6  | Cristina Motta      | Defensa       | 19 años | 1  | 0     | Santa Fe               | vs. Japón - Partido amistoso                | 8-4-2025   |
| 19 | Liz Katerine Osorio | Defensa       | 20 años | 1  | 0     | Atlético Nacional      | vs. Japón - Partido amistos                 | 8-4-2025   |
| 2  | Manuela Vanegas     | Defensa       | 25 años | 64 | 8     | Brighton & Hove Albion | vs. Argentina - Partido amistoso            | 30-11-2024 |
| 22 | Kelly Caicedo       | Defensa       | 22 años | 5  | 0     | Deportivo Cali         | vs. Argentina - Partido amistoso            | 30-11-2024 |
| -- | Fabiana Yanten      | Defensa       | 26 años | 5  | 0     | Colo-Colo              | vs. Venezuela - Partido amistoso            | 2-6-2024   |
| 20 | Mónica Ramos        | Defensa       | 26 años | 24 | 0     | Grêmio                 | vs. Estados Unidos - Copa Oro Femenina 2024 | 3-3-2024   |
| 5  | María Camila Reyes  | Mediocampista | 23 años | 17 | 0     | Santa Fe               | vs. Corea del Sur - Partido amistoso        | 2-6-2025   |
| 8  | Gabriela Rodríguez  | Mediocampista | 20 años | 4  | 0     | Cruzeiro               | vs. Corea del Sur - Partido amistoso        | 2-6-2025   |
| 20 | Sara Sofía Martínez | Mediocampista | 24 años | 11 | 1     | Atlético Nacional      | vs. Corea del Sur - Partido amistoso        | 2-6-2025   |
| 15 | Liana Salazar       | Mediocampista | 32 años | 47 | 2     | Neom SC                | vs. España - Juegos Olímpicos de París 2024 | 3-8-2024   |
| 20 | Lady Andrade        | Mediocampista | 33 años | 56 | 7     | Cruzeiro               | vs. España - Juegos Olímpicos de París 2024 | 3-8-2024   |
| 4  | Diana Ospina        | Mediocampista | 36 años | 83 | 7     | América de Cali        | vs. Inglaterra - Copa Mundial Femenina 2023 | 12-8-2023  |
| 16 | Mariana Zamorano    | Delantera     | 22 años | 1  | 0     | Santa Fe               | vs. Japón - Partido amistoso                | 8-4-2025   |
| 18 | Gisela Robledo      | Delantera     | 22 años | 20 | 0     | Corinthians            | vs. Japón - Partido amistoso                | 8-4-2025   |
| 21 | Karla Torres        | Delantera     | 18 años | 6  | 1     | Leicester City         | vs. Japón - Partido amistoso                | 8-4-2025   |
| 23 | Ivonne Chacón       | Delantera     | 27 años | 22 | 2     | Levante UD             | vs. Australia - SheBelieves Cup 2025        | 26-2-2025  |
| 21 | Yisela Cuesta       | Delantera     | 33 años | 20 | 3     | Atlético Nacional      | vs. Guatemala - Partido amistoso            | 9-4-2024   |
| 23 | Elexa Bahr          | Delantera     | 27 años | 21 | 0     | América de Cali        | vs. Estados Unidos - Copa Oro Femenina 2024 | 3-3-2024   |
| 27 | María Paula Escobar | Delantera     | 24 años | 0  | 0     | América de Cali        | vs. Argentina - Partido amistoso            | 30-11-2024 |
| -- | Diana Celis         | Delantera     | 32 años | 1  | 0     | Neom SC                | vs. Estados Unidos - Copa Oro Femenina 2024 | 3-3-2024   |
| 27 | Ingrid Guerra       | Delantera     | 22 años | 8  | 0     | Deportivo Cali         | vs. Estados Unidos - Partido amistoso       | 29-10-2023 |

- En la casilla Club Actual se registra el equipo al cual pertenece actualmente, al momento de la convocatoria algunas jugadoras estaban registradas en un club diferente.

### Máximas goleadoras

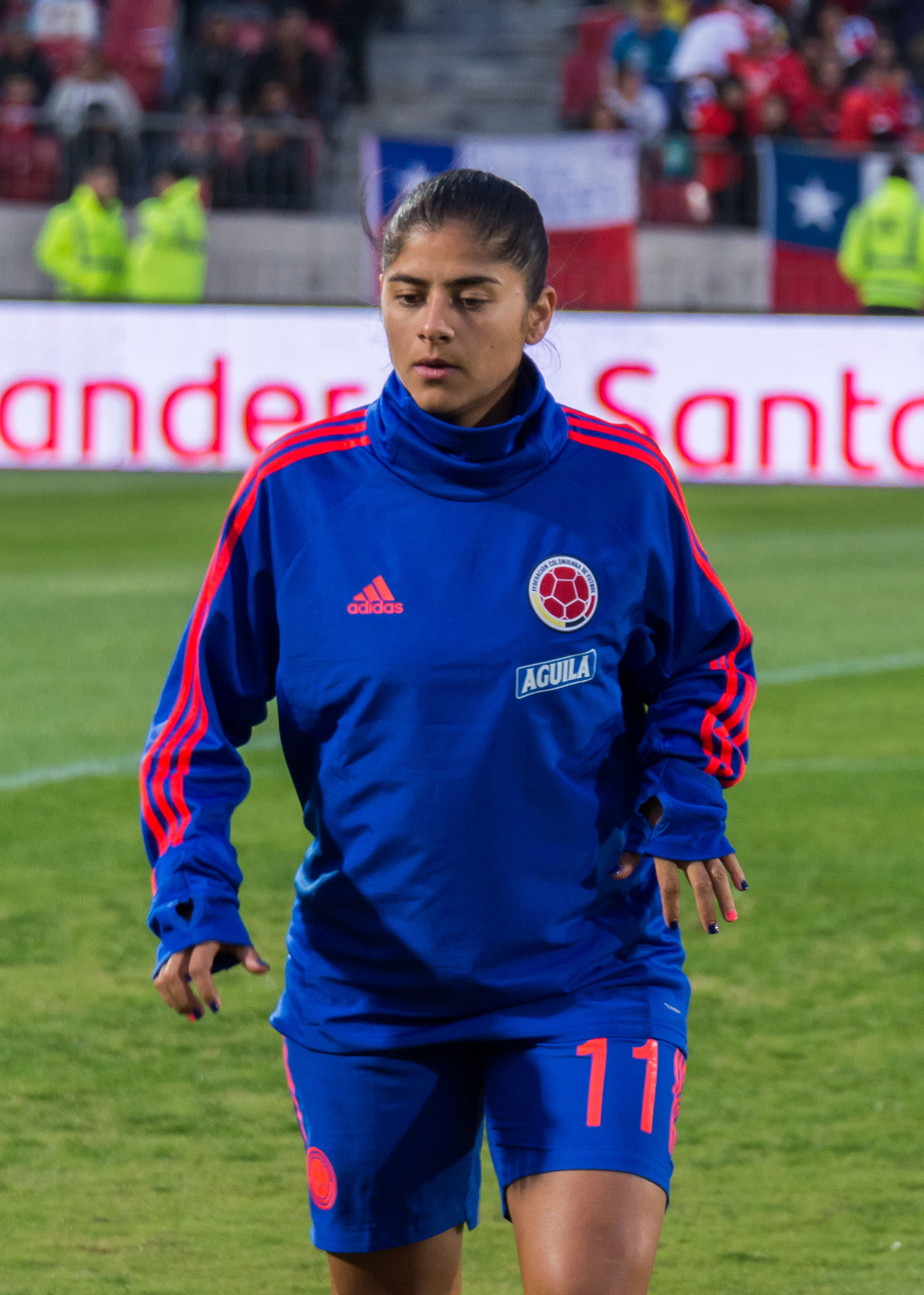
Catalina Usme es la máxima goleadora de la selección.

Actualizado al último partido jugado el 2 de agosto de 2025.
| N.º | Nombre                 | Goles |
| --- | ---------------------- | ----- |
| 1   | Catalina Usme          | 62    |
| 2   | Leicy Santos           | 18    |
| 3   | Linda Caicedo          | 17    |
| 4   | Yoreli Rincón          | 14    |
| 5   | Mayra Ramírez          | 12    |
| 6   | Daniela Montoya        | 11    |
| 7   | Sandra Valencia        | 10    |
| 8   | Manuela Vanegas        | 8     |
| =   | Katerin Castro         | 8     |
| =   | Leidy Carolina Ordoñez | 8     |
| 11  | Diana Ospina           | 7     |
| =   | Ingrid Vidal           | 7     |
| 13  | Tatiana Ariza          | 6     |
| =   | Isabella Echeverri     | 6     |
| =   | Carmen Elisa Rodallega | 6     |
| 16  | Lady Andrade           | 5     |

## Entrenadores
| #  | Entrenador                                   | Desde                    | Hasta                    |
| -- | -------------------------------------------- | ------------------------ | ------------------------ |
| 1  | Juan Carlos Gutiérrez Sánchez                | 2 de marzo de 1998       | 10 de marzo de 1998      |
| 2  | Myriam Guerrero                              | 11 de abril de 2003      | 27 de abril de 2003      |
| 3  | John Agudelo Hernández                       | 12 de noviembre de 2006  | 18 de noviembre de 2006  |
| 4  | Pedro Ignacio Rodríguez Rodríguez            | 17 de noviembre de 2008  | 21 de enero de 2010      |
| 5  | Ricardo Rozo Ocampo                          | 9 de febrero de 2010     | 31 de julio de 2012      |
| 6  | Gemenson Arias Salcedo (interino)            | 8 de marzo de 2014       | 16 de marzo de 2014      |
| 7  | Fabián Felipe Taborda Torres                 | 10 de julio de 2014      | 1 de noviembre de 2016   |
| 8  | Pedro Ignacio Rodríguez Rodríguez (interino) | 18 de septiembre de 2017 | 19 de septiembre de 2017 |
| 9  | Nelson Abadía                                | 20 de septiembre de 2017 | 31 de agosto de 2023     |
| 10 | Ángelo Marsiglia                             | 19 de octubre de 2023    | Presente                 |

### Dirección técnica actual
| Integrantes Selección Absoluta | Integrantes Selección Absoluta | Integrantes Selección Absoluta | Integrantes Selección Absoluta | Integrantes Selección Absoluta | Integrantes Selección Absoluta |
| ------------------------------ | ------------------------------ | ------------------------------ | ------------------------------ | ------------------------------ | ------------------------------ |
| Entrenador:                    | Ángelo Marsiglia               | Asistente técnico              | Yohn Alex Echeverry González   | Asistente de campo:            | Bandera de ?                   |
| Preparador físico:             | Jorge Andrés Gómez Otero       | Preparador de porteras:        | Carlos Alberto Pérez Gutiérrez | Especialista en video análisis | Juan Camilo Panneflek          |
| Médico:                        | Ana María Betancur Sánchez     | Fisioterapeuta 1               | Mónica Aranzazu Toro           | Fisioterapeuta 2               | Sandra Bastidas                |
| Kinesiólogo:                   | Bandera de ?                   | Gerente deportivo:             | Bandera de ?                   | Jefe de prensa:                | Salua Murad Rodríguez          |
| Oficial de seguridad:          | Bandera de ?                   | Utilero:                       | Guillermo León Echavarría      |                                |                                |

## Patrocinadores

### Patrocinadores oficiales
- Cerveza Águila / Pony Malta (desde 1991)
- BetPlay (desde 2019)[77]

### Indumentaria oficial
- Adidas (desde 2011)[78]

### Socios oficiales
- Movistar (desde 2005)
- Tiendas Ara (desde 2023)
- Homecenter (desde 2011)[79]
- Bancolombia (desde 2015)[80]
- Postobón (a través de su producto la bebida gaseosa Colombiana La Nuestra) (desde 2019)[81]

### Colaboradores oficiales
- Avianca (desde 2014)
- Interrapidisimo (desde 2024)
- Assist Card (desde 2024)

### Canales de televisión oficiales
- Caracol Televisión / Gol Caracol / Caracol Sports (programadora oficial de Cadena Uno/Canal Uno, 1993 - 1998; Canal oficial desde 1998)[82]
- Canal RCN / Fútbol RCN / Deportes RCN (canal oficial desde 2023)

## Estadísticas

### Copa Mundial Femenina de Fútbol
| Edición | Ronda             | Posición          | PJ                | PG                | PE                | PP                | GF                | GC                | Goleadora                         |
| ------- | ----------------- | ----------------- | ----------------- | ----------------- | ----------------- | ----------------- | ----------------- | ----------------- | --------------------------------- |
| 1991    | Sin participación | Sin participación | Sin participación | Sin participación | Sin participación | Sin participación | Sin participación | Sin participación | Sin participación                 |
| 1995    | Sin participación | Sin participación | Sin participación | Sin participación | Sin participación | Sin participación | Sin participación | Sin participación | Sin participación                 |
| 1999    | No clasificó      | No clasificó      | No clasificó      | No clasificó      | No clasificó      | No clasificó      | No clasificó      | No clasificó      | No clasificó                      |
| 2003    | No clasificó      | No clasificó      | No clasificó      | No clasificó      | No clasificó      | No clasificó      | No clasificó      | No clasificó      | No clasificó                      |
| 2007    | No clasificó      | No clasificó      | No clasificó      | No clasificó      | No clasificó      | No clasificó      | No clasificó      | No clasificó      | No clasificó                      |
| 2011    | Primera fase      | 14°               | 3                 | 0                 | 1                 | 2                 | 0                 | 4                 | —                                 |
| 2015    | Octavos de final  | 12°               | 4                 | 1                 | 1                 | 2                 | 4                 | 5                 | Lady Andrade (2)                  |
| 2019    | No clasificó      | No clasificó      | No clasificó      | No clasificó      | No clasificó      | No clasificó      | No clasificó      | No clasificó      | No clasificó                      |
| 2023    | Cuartos de final  | 8°                | 5                 | 3                 | 0                 | 2                 | 6                 | 4                 | Catalina Usme y Linda Caicedo (2) |
| 2027    | Por definir       | Por definir       | Por definir       | Por definir       | Por definir       | Por definir       | Por definir       | Por definir       | Por definir                       |
| Total   | 3/9               | 17°               | 12                | 4                 | 2                 | 6                 | 10                | 13                | Catalina Usme (3)                 |

### Juegos Olímpicos
| Edición             | Ronda             | Posición     | PJ           | PG           | PE           | PP           | GF           | GC           | Goleadora         |
| ------------------- | ----------------- | ------------ | ------------ | ------------ | ------------ | ------------ | ------------ | ------------ | ----------------- |
| Atlanta 1996        | Sin participación |              |              |              |              |              |              |              |                   |
| Sídney 2000         | No clasificó      | No clasificó | No clasificó | No clasificó | No clasificó | No clasificó | No clasificó | No clasificó | No clasificó      |
| Atenas 2004         | No clasificó      | No clasificó | No clasificó | No clasificó | No clasificó | No clasificó | No clasificó | No clasificó | No clasificó      |
| Pekín 2008          | No clasificó      | No clasificó | No clasificó | No clasificó | No clasificó | No clasificó | No clasificó | No clasificó | No clasificó      |
| Londres 2012        | Fase de grupos    | 11°          | 3            | 0            | 0            | 3            | 0            | 6            | —                 |
| Río de Janeiro 2016 | Fase de grupos    | 11°          | 3            | 0            | 1            | 2            | 2            | 7            | Catalina Usme:2   |
| Tokio 2020          | No clasificó      | No clasificó | No clasificó | No clasificó | No clasificó | No clasificó | No clasificó | No clasificó | No clasificó      |
| París 2024          | Cuartos de final  | 8°           | 4            | 1            | 1            | 2            | 6            | 6            | Leicy Santos:2    |
| Los Ángeles 2028    | Clasificada       | Clasificada  | Clasificada  | Clasificada  | Clasificada  | Clasificada  | Clasificada  | Clasificada  | Clasificada       |
| Total               | 3/8               | 15°          | 10           | 1            | 2            | 7            | 8            | 19           | Catalina Usme (3) |

### Copa América Femenina
| Año   | Ronda         | Posición          | PJ           | PG           | PE           | PP           | GF           | GC           | Goleadora                                                     |
| ----- | ------------- | ----------------- | ------------ | ------------ | ------------ | ------------ | ------------ | ------------ | ------------------------------------------------------------- |
| 1991  | No participó  | No participó      | No participó | No participó | No participó | No participó | No participó | No participó | No participó                                                  |
| 1995  | No participó  | No participó      | No participó | No participó | No participó | No participó | No participó | No participó | No participó                                                  |
| 1998  | Primera fase  | 6°                | 4            | 2            | 0            | 2            | 11           | 16           | Sandra Valencia (3)                                           |
| 2003  | Tercer puesto | Medalla de bronce | 5            | 2            | 1            | 2            | 12           | 16           | Sandra Valencia (5)                                           |
| 2006  | Primera fase  | 7°                | 4            | 1            | 1            | 2            | 4            | 11           | L. Moscoso, Y. Saavedra y D. Molina (1)                       |
| 2010  | Subcampeón    | Medalla de plata  | 7            | 4            | 1            | 2            | 19           | 8            | Yoreli Rincón (5)                                             |
| 2014  | Subcampeón    | Medalla de plata  | 7            | 5            | 2            | 0            | 12           | 2            | Yoreli Rincón (3)                                             |
| 2018  | Cuarto puesto | 4°                | 7            | 3            | 2            | 2            | 17           | 8            | Catalina Usme (9)                                             |
| 2022  | Subcampeón    | Medalla de plata  | 6            | 5            | 0            | 1            | 14           | 4            | D. Arias, L. Caicedo, D. Montoya, M. Vanegas y M. Ramírez (2) |
| 2025  | Subcampeón    | Medalla de plata  | 6            | 2            | 4            | 0            | 16           | 5            | L. Caicedo (4)                                                |
| Total | 8/10          | 3°                | 46           | 24           | 11           | 11           | 105          | 70           | Catalina Usme (12)                                            |

### Copa Oro Femenina de la Concacaf
| Año   | Ronda            | Posición | PJ | PG | PE | PP | GF | GC | Goleadora                         |
| ----- | ---------------- | -------- | -- | -- | -- | -- | -- | -- | --------------------------------- |
| 2024  | Cuartos de final | 5°       | 4  | 2  | 0  | 2  | 8  | 4  | C. Usme, M. Paví y L. Caicedo (2) |
| Total | 1/1              | -        | 4  | 2  | 0  | 2  | 8  | 4  | C. Usme, M. Paví y L. Caicedo (2) |

### Juegos Panamericanos
| Año   | Ronda                              | Posición                           | PJ                                 | PG                                 | PE                                 | PP                                 | GF                                 | GC                                 | Goleadora                          |
| ----- | ---------------------------------- | ---------------------------------- | ---------------------------------- | ---------------------------------- | ---------------------------------- | ---------------------------------- | ---------------------------------- | ---------------------------------- | ---------------------------------- |
| 1999  | No clasificó                       | No clasificó                       | No clasificó                       | No clasificó                       | No clasificó                       | No clasificó                       | No clasificó                       | No clasificó                       | No clasificó                       |
| 2003  | No clasificó                       | No clasificó                       | No clasificó                       | No clasificó                       | No clasificó                       | No clasificó                       | No clasificó                       | No clasificó                       | No clasificó                       |
| 2007  | No clasificó                       | No clasificó                       | No clasificó                       | No clasificó                       | No clasificó                       | No clasificó                       | No clasificó                       | No clasificó                       | No clasificó                       |
| 2011  | Cuarto puesto                      | 4°                                 | 5                                  | 2                                  | 0                                  | 3                                  | 3                                  | 4                                  | C. Usme, L. Andrade, Y. Rincón (1) |
| 2015  | Subcampeón                         | Medalla de plata                   | 5                                  | 3                                  | 1                                  | 1                                  | 5                                  | 5                                  | Catalina Usme (2)                  |
| 2019  | Campeón                            | Medalla de oro                     | 5                                  | 2                                  | 3                                  | 0                                  | 9                                  | 6                                  | Leicy Santos (3)                   |
| 2023  | Clasificada a los Juegos Olímpicos | Clasificada a los Juegos Olímpicos | Clasificada a los Juegos Olímpicos | Clasificada a los Juegos Olímpicos | Clasificada a los Juegos Olímpicos | Clasificada a los Juegos Olímpicos | Clasificada a los Juegos Olímpicos | Clasificada a los Juegos Olímpicos | Clasificada a los Juegos Olímpicos |
| 2027  | Clasificada a los Juegos Olímpicos | Clasificada a los Juegos Olímpicos | Clasificada a los Juegos Olímpicos | Clasificada a los Juegos Olímpicos | Clasificada a los Juegos Olímpicos | Clasificada a los Juegos Olímpicos | Clasificada a los Juegos Olímpicos | Clasificada a los Juegos Olímpicos | Clasificada a los Juegos Olímpicos |
| Total | 3/7                                | -.º                                | 15                                 | 7                                  | 4                                  | 4                                  | 17                                 | 15                                 | Catalina Usme (5)                  |

### Juegos Centroamericanos y del Caribe
| Año   | Ronda                        | Posición                     | PJ                           | PG                           | PE                           | PP                           | GF                           | GC                           | Goleadora                                          |
| ----- | ---------------------------- | ---------------------------- | ---------------------------- | ---------------------------- | ---------------------------- | ---------------------------- | ---------------------------- | ---------------------------- | -------------------------------------------------- |
| 2010  | Sin participación            | Sin participación            | Sin participación            | Sin participación            | Sin participación            | Sin participación            | Sin participación            | Sin participación            | Sin participación                                  |
| 2014  | Subcampeón                   | Medalla de plata             | 5                            | 3                            | 1                            | 1                            | 12                           | 3                            | Katerin Castro (4)                                 |
| 2018  | Primera fase                 | 7.º                          | 3                            | 1                            | 0                            | 2                            | 4                            | 5                            | C. Usme, I. Echeverri, M. Vanegas, M. Restrepo (1) |
| 2023  | Clasificó, pero no participó | Clasificó, pero no participó | Clasificó, pero no participó | Clasificó, pero no participó | Clasificó, pero no participó | Clasificó, pero no participó | Clasificó, pero no participó | Clasificó, pero no participó | Clasificó, pero no participó                       |
| 2026  | Por disputarse               | Por disputarse               | Por disputarse               | Por disputarse               | Por disputarse               | Por disputarse               | Por disputarse               | Por disputarse               | Por disputarse                                     |
| Total | 2/3                          | 5.º                          | 8                            | 4                            | 1                            | 3                            | 16                           | 8                            | Katerin Castro (4)                                 |

### Juegos Bolivarianos
| Año   | Ronda      | Posición         | PJ | PG | PE | PP | GF | GC | Categoría |
| ----- | ---------- | ---------------- | -- | -- | -- | -- | -- | -- | --------- |
| 2005  | Subcampeón | Medalla de plata | 6  | 4  | 0  | 2  | 12 | 7  | Absoluta  |
| 2009  | Campeón    | Medalla de oro   | 4  | 4  | 0  | 0  | 10 | 3  | Absoluta  |
| 2013  | Campeón    | Medalla de oro   | 5  | 4  | 1  | 0  | 11 | 5  | Sub-20    |
| 2017  | Campeón    | Medalla de oro   | 4  | 4  | 1  | 0  | 20 | 2  | Sub-20    |
| 2022  | Campeón    | Medalla de oro   | 3  | 3  | 0  | 0  | 11 | 1  | Sub-20    |
| Total | 5/5        | 1º               | 22 | 19 | 2  | 2  | 64 | 18 |           |

## Palmarés

### Torneos oficiales
| Copa Mundial Femenina de Fútbol      | –         | –                          | –                  | –                  |                    |
| Juegos Olímpicos                     | –         | –                          | –                  | –                  |                    |
| Copa América Femenina                | –         | 4 (2010, 2014, 2022, 2025) | 1 (2003)           | 1 (2018)           |                    |
| Juegos Bolivarianos                  | 1 (2009)  | 1 (2005)                   | –                  | –                  |                    |
| Juegos Panamericanos                 | 1 (2019)  | 1 (2015)                   | –                  | 1 (2011)           |                    |
| Juegos Centroamericanos y del Caribe | –         | 1 (2014)                   | –                  | –                  |                    |
| Total                                | 2 títulos | Selección Femenina         | Selección Femenina | Selección Femenina | Selección Femenina |

## Clasificación FIFA
| AÑO/MES                                                                                              | Enero | Febrero | Marzo      | Abril      | Mayo       | Junio      | Julio      | Agosto     | Septiembre | Octubre    | Noviembre  | Diciembre  |
| --- | ----- | ------- | ---------- | ---------- | ---------- | ---------- | ---------- | ---------- | ---------- | ---------- | ---------- | ---------- |
| 2009                                                                                                 |       |         |            |            |            |            |            |            |            |            |            | 40° (1569) |
| 2010                                                                                                 |       |         | 38° (1577) |            | 38° (1577) |            |            | 37° (1577) |            |            | 32° (1611) |            |
| 2011                                                                                                 |       |         | 31° (1621) |            |            |            | 29° (1645) |            | 29° (1645) |            |            | 28° (1654) |
| 2012                                                                                                 |       |         | 28° (1651) |            |            | 28° (1651) |            | 28° (1650) |            |            |            | 28° (1650) |
| 2013                                                                                                 |       |         | 28° (1650) |            |            | 29° (1650) |            | 29° (1650) |            |            |            | 29° (1650) |
| 2014                                                                                                 |       |         | 32° (1641) |            |            | 31° (1641) |            |            | 31° (1646) |            |            | 28° (1691) |
| 2015                                                                                                 |       |         | 28° (1692) |            |            |            | 25° (1747) |            | 25° (1747) |            |            | 25° (1747) |
| 2016                                                                                                 |       |         | 24° (1747) |            |            | 24° (1748) |            | 24° (1756) |            |            |            | 22° (1756) |
| 2017                                                                                                 |       |         | 22° (1756) |            |            | 22° (1756) |            |            | 24° (1756) |            |            | 24° (1756) |
| 2018                                                                                                 |       |         | 24° (1754) |            |            | 26° (1722) |            |            | 27° (1700) |            |            | 26° (1700) |
| 2019                                                                                                 |       |         | 26° (1700) |            |            |            | 26° (1703) |            | 25° (1703) |            |            | 25° (1700) |
| 2020                                                                                                 |       |         | 25° (1700) |            |            | 25° (1700) |            | 25° (1700) |            |            |            | 26° (1700) |
| 2021                                                                                                 |       |         |            | 26° (1703) |            | 26° (1703) |            | 26° (1703) |            |            |            | 26° (1709) |
| 2022                                                                                                 |       |         | 26° (1702) |            |            | 28° (1690) |            | 25° (1700) |            | 27° (1706) |            | 27° (1703) |
| 2023                                                                                                 |       |         | 26° (1703) |            |            | 25° (1702) |            | 22° (1743) |            |            |            | 23° (1746) |
| 2024                                                                                                 |       |         | 23° (1744) |            |            | 22° (1755) |            | 21° (1779) |            |            |            | 21° (1779) |
| 2025                                                                                                 |       |         | 21° (1782) |            |            | 18° (1797) |            | 18° (1796) |            |            |            |            |
| Para Colombia la posición promedio desde la creación de la Clasificación mundial de la FIFA es: 29.º |       |         |            |            |            |            |            |            |            |            |            |            |

Clasificación de la FIFA más alta: 18º (junio de 2025 - act.)

Clasificación de la FIFA más baja: 40º (diciembre de 2009)

Fuente: Estadísticas FIFA Archivado el 5 de julio de 2018 en Wayback Machine.